# Sollevamento pesi ai XVIII Giochi del Mediterraneo
I tornei di sollevamento pesi ai XVIII Giochi del Mediterraneo si sono svolti dal 23 al 27 giugno 2018 al Pabellón de Constantí. Sono state assegnate complessivamente 24 medaglie, 12 nella specialità dello strappo e altrettante nello slancio, equamente suddivise nelle categorie maschili e femminili.

## Calendario
Il calendario delle gare è stato il seguente:
| ● | Finali |

| Giugno/Luglio |    |    |    |    |    |    |    |    |    |
| 22            | 23 | 24 | 25 | 26 | 27 | 28 | 29 | 30 | 1º |
|               | 2  | 3  | 2  | 3  | 2  |    |    |    |    |

## Podi

### Uomini
| Evento                   |         | Oro                 | Totale | Argento             | Totale | Bronzo              | Totale |
| fino a 62 kg (dettagli)  | Strappo | Ahmed Saad          | 127    | Erol Bilgin         | 126    | Josué Brachi        | 121    |
| fino a 62 kg (dettagli)  | Slancio | Ahmed Saad          | 157    | Erol Bilgin         | 156    | Michael Di Giusto   | 143    |
| fino a 69 kg (dettagli)  | Strappo | Daniyar İsmayilov   | 152    | Mirko Zanni         | 145    | Karem Ben Hnia      | 144    |
| fino a 69 kg (dettagli)  | Slancio | Daniyar İsmayilov   | 179    | Moustafa Ibrahim    | 178    | Karem Ben Hnia      | 177    |
| fino a 77 kg (dettagli)  | Strappo | Mohamed Ihab        | 162    | Andrés Mata         | 152    | Celil Erdoğdu       | 146    |
| fino a 77 kg (dettagli)  | Slancio | Mohamed Ihab        | 190    | Andrés Mata         | 189    | Celil Erdoğdu       | 188    |
| fino a 85 kg (dettagli)  | Strappo | Cristiano Ficco     | 153    | Dimitrios Aslanidis | 152    | Ramzi Bahloul       | 151    |
| fino a 85 kg (dettagli)  | Slancio | Amar Musić          | 185    | Ramzi Bahloul       | 184    | Dimitrios Aslanidis | 183    |
| fino a 94 kg (dettagli)  | Strappo | Ragab Abdelhay      | 165    | Theodoros Iakovidis | 161    | Saddam Messaoui     | 155    |
| fino a 94 kg (dettagli)  | Slancio | Theodoros Iakovidis | 195    | Ali al-Hazzaa       | 190    | Manuel Sánchez      | 185    |
| fino a 105 kg (dettagli) | Strappo | Gaber Mohamed       | 162    | Aymen Bacha         | 162    | Resul Elvan         | 160    |
| fino a 105 kg (dettagli) | Slancio | Gaber Mohamed       | 204    | Resul Elvan         | 203    | Majd Hassan         | 202    |

### Donne
| Evento                  |         | Oro                 | Totale | Argento               | Totale | Bronzo              | Totale |
| fino a 48 kg (dettagli) | Strappo | Şaziye Erdoğan      | 78     | Anaïs Michel          | 75     | Alessandra Pagliaro | 72     |
| fino a 48 kg (dettagli) | Slancio | Şaziye Erdoğan      | 96     | Anaïs Michel          | 92     | Heba Ahmed          | 91     |
| fino a 53 kg (dettagli) | Strappo | Jennifer Lombardo   | 85     | Atenery Hernández     | 80     | Manon Lorentz       | 79     |
| fino a 53 kg (dettagli) | Slancio | Jennifer Lombardo   | 108    | Giorgia Russo         | 102    | Manon Lorentz       | 99     |
| fino a 58 kg (dettagli) | Strappo | Konstantina Benteli | 91     | Nouha Landoulsi       | 90     | Ayşegül Çakın       | 86     |
| fino a 58 kg (dettagli) | Slancio | Ayşegül Çakın       | 114    | Konstantina Benteli   | 107    | Alba Sánchez        | 105    |
| fino a 63 kg (dettagli) | Strappo | Ghofrane Belkhir    | 96     | Nuray Levent          | 95     | Irene Martínez      | 94     |
| fino a 63 kg (dettagli) | Slancio | Nuray Levent        | 116    | Mahassen Hala Fattouh | 115    | Ghofrane Belkhir    | 113    |
| fino a 69 kg (dettagli) | Strappo | Sara Ahmed          | 105    | Giorgia Bordignon     | 97     | Milena Gianelli     | 93     |
| fino a 69 kg (dettagli) | Slancio | Sara Ahmed          | 135    | Giorgia Bordignon     | 122    | Ilia Hernández      | 115    |
| fino a 75 kg (dettagli) | Strappo | Lidia Valentín      | 112    | Gaëlle Nayo-Ketchanke | 99     | Rabia Kaya          | 98     |
| fino a 75 kg (dettagli) | Slancio | Lidia Valentín      | 137    | Gaëlle Nayo-Ketchanke | 129    | Dina Barakat        | 123    |

## Medagliere
| Posizione | Paese   | Oro | Argento | Bronzo | Totale |
| --------- | ------- | --- | ------- | ------ | ------ |
| 1         | Egitto  | 9   | 1       | 2      | 12     |
| 2         | Turchia | 6   | 4       | 5      | 15     |
| 3         | Italia  | 3   | 4       | 3      | 10     |
| 4         | Spagna  | 2   | 3       | 5      | 10     |
| 5         | Grecia  | 2   | 3       | 1      | 6      |
| 6         | Tunisia | 1   | 3       | 4      | 8      |
| 7         | Croazia | 1   | 0       | 0      | 1      |
| 8         | Francia | 0   | 4       | 2      | 6      |
| 9         | Siria   | 0   | 1       | 1      | 2      |
| 10        | Libano  | 0   | 1       | 0      | 1      |
| 11        | Algeria | 0   | 0       | 1      | 1      |
| Totale    | Totale  | 24  | 24      | 24     | 72     |